# Porsche Tennis Grand Prix 2021
Il Porsche Tennis Grand Prix 2021 è stato un torneo femminile di tennis giocato sulla terra rossa indoor. È stata la 43ª edizione del torneo che fa parte della categoria WTA 500 nell'ambito del WTA Tour 2021. Si è giocata nella Porsche Arena di Stoccarda in Germania dal 19 al 25 aprile 2021.

## Partecipanti

### Teste di serie
| Nazionalità | Giocatrice        | Ranking* | Testa di serie |
| ----------- | ----------------- | -------- | -------------- |
| Australia   | Ashleigh Barty    | 1        | 1              |
| Romania     | Simona Halep      | 3        | 2              |
| Stati Uniti | Sofia Kenin       | 4        | 3              |
| Ucraina     | Elina Svitolina   | 5        | 4              |
| Bielorussia | Aryna Sabalenka   | 7        | 5              |
| Rep. Ceca   | Karolína Plíšková | 9        | 6              |
| Rep. Ceca   | Petra Kvitová     | 10       | 7              |
| Svizzera    | Belinda Bencic    | 12       | 8              |

* Ranking al 12 aprile 2021.

### Altre partecipanti
Le seguenti giocatrici hanno ricevuto una wild card per il tabellone principale:
- Jeļena Ostapenko
- Andrea Petković
- Laura Siegemund

Le seguenti giocatrici sono passate dalle qualificazioni:

- Nastasja Schunk
- Mona Barthel
- Ulrikke Eikeri
- Anna-Lena Friedsam
- Stefanie Vögele
- Julia Middendorf

### Ritiri
Prima del torneo
- Viktoryja Azaranka → sostituita da  Zhang Shuai
- Simona Halep → sostituita da  Marie Bouzková
- Johanna Konta → sostituita da  Ekaterina Aleksandrova
- Iga Świątek → sostituita da  Angelique Kerber

## Partecipanti al doppio

### Teste di serie
| Nazione       | Giocatrice       | Nazione       | Giocatrice            | Ranking | Testa di serie |
| ------------- | ---------------- | ------------- | --------------------- | ------- | -------------- |
| Stati Uniti   | Desirae Krawczyk | Stati Uniti   | Bethanie Mattek-Sands | 40      | 1              |
| Taipei cinese | Latisha Chan     | Taipei cinese | Chan Hao-ching        | 40      | 2              |
| Cina          | Xu Yifan         | Cina          | Zhang Shuai           | 47      | 3              |
| Stati Uniti   | Hayley Carter    | Brasile       | Luisa Stefani         | 52      | 4              |

* Ranking al 12 aprile 2021.

### Altre partecipanti
La seguente coppia di giocatrici ha ricevuto una wild card per il tabellone principale:
- Julia Middendorf /  Noma Noha Akugue

Le seguenti coppie di giocatrici entrano nel tabellone come Ranking protetto:
- Oksana Kalašnikova /  Alla Kudrjavceva

## Punti e montepremi
| Torneo    | Torneo              | V      | F      | SF     | QF     | 2T    | 1T    | Q  | Q3    | Q2    | Q1 |
| Singolare | Punti               | 470    | 305    | 185    | 100    | 55    | 1     | 25 | 18    | 13    | 1  |
| Singolare | Premi in denaro (€) | 55.300 | 41.141 | 26.130 | 12.500 | 6.612 | 5.362 | –  | 4.032 | 2.068 |    |
| Doppio    | Punti               | 470    | 305    | 185    | 100    | -     | 1     | –  | –     | –     | –  |
| Doppio    | Premi in denaro (€) | 20.346 | 14.314 | 8.064  | 4.436  | -     | 2.824 | –  | –     | –     | –  |

## Campionesse

### Singolare
In finale  Ashleigh Barty ha sconfitto  Aryna Sabalenka con il punteggio di 3-6, 6-0, 6-3.

### Doppio
In finale  Ashleigh Barty /  Jennifer Brady hanno sconfitto  Desirae Krawczyk /  Bethanie Mattek-Sands con il punteggio di 6-4, 5-7, [10-5].